# Miriam Ottenberg
Miriam Ottenberg (Washington D. C. n. el 7 de octubre de 1914 - f. el 10 de noviembre de 1982) fue la primera mujer periodista del The Washington Star que ganó un Premio Pulitzer en 1960. Gracias a la publicación de una serie de artículos que exponían las iregularidades de los distribuidores de autos usados en Washington D. C.. Sus historias llevaron a la promulgación y reformulación de varias leyes.
Con varios honores y premios otorgados durante su carrera, también fue la primera periodista en revelar que la Mafia era una red de crimen organizada.

## Biografía
Nacida en Washington D. C. el 7 de octubre de 1914; fue hija de Louis Ottenberg, un abogado. Su madre, Nettie Podell Ottenberg (1887-1982), una emigrante rusa, fue una activista conocida como "Mrs. Day Care" por sus esfuerzos en favor de la mejora de servicios y atención al cuidado de niños. Miriam tenía dos hermanos, Regina Ottenberg Greenhill y Louis Ottenberg, Jr.
Ottenberg se graduó de la Escuela Superior Central en Washington D. C. en 1931, y asistió a Goucher College, Universidad de Columbia y la Universidad de Wisconsin-Madison, donde se graduó como periodista en 1935, mientras escribía para el periódico estudiantil, The Daily Cardinal.
Tiempo después, trabajó como redactor para la agencia de publicidad Neisser-Meyerhoff (1935-36) en Chicago y como periodista en la sección de mujeres del Akron (Ohio) Times. 
En 1937 inició como periodista en el  Washington Star  cubriendo campañas de caridad y eventos sociales, convirtiéndose a su vez, en la primera mujer reportera de prensa del Washington Star, donde anteriormente otras mujeres habían escrito principalmente para la sección femenina.
A comienzos de la Segunda Guerra Mundial, se encontraba cubriendo todas las grandes historias de asesinato en la ciudad, así como la defensa civil y la movilización vivida durante la guerra.
En 1947, Ottenberg comenzó a especializarse en reportajes de investigación del delito, llegando a ser una de las pioneras en el campo. Su primer reconocimiento profesional se produjo en 1953, cuando fue nombrada co-ganadora del Washington Newspaper Guild por sus artículos publicados.
En 1960 Miriam Ottenberg ganó el Premio Pulitzer por su serie sobre el fraude e irregularidades cometidas por las agencias de automóviles usados en Washington D. C., conocido como Buyer Beware. A partir de entonces se hizo conocida como la chica de cuidado por sus continuas investigaciones de fraude al consumidor. Su premiada serie incluye "Investors Beware", "Traveler Beware", "Homeowners beware", y una serie de locales abusos del mercado de valores.
En 1967 expuso un artículo sobre importantes empresas deudoras, conocido como el "Debtor Beware."
Con el fin de recoger información para sus numerosas historias, Ottenberg a menudo utilizó disfraces. La primera de ellas ocurre con el fin de exponer irregularidades en el sistema de adopciones, haciéndose pasar por una pareja de casados que buscaban adoptar un niño.
De 1966 a 1968, Ottenberg sirvió como editora de la primera sección del periódico que investigaba quejas de los consumidores, conocida como "Línea de Acción".
En 1962 Miriam publicó  The Federal Prosecutors   (Prentice-Hall), un libro sobre el FBI en donde trabajó en compañía del fiscal general Robert F. Kennedy, con quien había desarrollado una relación de trabajo y respeto mutuo.
Ottenberg fue también la primera periodista en revelar que la "Mafia" era una red de crimen organizado. Su historia en 1963 sobre el mafioso Joe Valachi abrió una nueva visión del crimen organizado en América.
Miriam se retiró definitivamente en 1974 debido a problemas de visión y esclerosis múltiple. Contraída en 1944 a la edad de 30, siendo diagnosticada en 1967 y revelada en 1971.
Durante su retiro, inició una amplia investigación de la enfermedad, así como la redacción de artículos sobre el tema y la recopilación de información de la enfermedad. A partir de esto, la periodista escribe su segundo libro,  The Pursuit of Hope  (Rawson, Wade bar.) En 1978.
El 10 de junio de 1981, Ottenberg se enlistó el salón de la fama de Washington de la Sociedad de Periodistas Profesionales, Sigma Delta Chi.

## Libros publicados
"The Warren commission report: the assassination of president Kennedy "
Miriam Ottenberg
"The Pursuit of Hope"
Ottenberg, Miriam  ISBN: 9780892560691
"The Federal Prosecutors (Prentice-Hall), a book about the FBI(1962)"

## Premios y menciones honoríficas
•Co-ganador del concurso Washington Newspaper Guild por sus artículos sobre servicios públicos en 1953.
• Mención de honor en la misma categoría en 1954 y 1958, y en 1959.
• Premio Pulitzer en 1960 al mejor reporte de la investigación: "Buyer Beware".
• Premio Bill Pryor, del Washington Newspaper Guild por su serie sobre el fraude de automóviles usados, "Buyer Beware".
• Primer lugar en la categoría de noticias locales por sus historias sobre el aborto y el feminicidio.
• En mayo de 1958, funcionarios de gobiernos locales y federales de Estados Unidos llevaron a cabo una fiesta para rendir homenaje a los esfuerzos del Ottenberg contra la delincuencia.
• Se le otorgó una distinción por el Consejo Nacional de Mujeres Judías en 1963 y por la Asociación Americana de Mujeres Universitarias en 1975.
• En 1979 recibe el Premio de la Esperanza por la Sociedad Nacional de Esclerosis Múltiple.